# 馬修斯嶺
70°57′S 167°3′E / 70.950°S 167.050°E
馬修斯嶺（英語：Matthews Ridge, Antarctica），是南極洲的山嶺，位於維多利亞地的彭內爾海岸，處於麥克爾羅伊冰川東岸，長11公里，美國地質調查局根據測量和該國海軍的空中照片繪入地圖，現時由南極條約體系管理。

## 外部連結
. . United States Geological Survey.   [2013-08-29].